# 녹자작
녹자작(Double-barred finch, 학명: Stizoptera bichenovii)은 오스트레일리아 북부와 동부의 마른 사바나, 마른 열대·저지대 초원 및 관목 서식지에서 발견되는 납부리새과의 새이다. 때때로 비체노의 핀치(Bicheno's finch) 또는 올빼미 핀치라고도 부르는데, 후자는 얼굴 주위에 둥글게 나있는 어두운 색의 깃털 때문이다.